# Nanjia (köpinghuvudort i Kina, Shanxi Sheng, lat 35,81, long 111,37)
Nanjia är en köpinghuvudort i Kina. Den ligger i provinsen Shanxi, i den norra delen av landet, omkring 250 kilometer sydväst om provinshuvudstaden Taiyuan. Antalet invånare är 27 292. Befolkningen består av 13 516 kvinnor och 13 776 män. Barn under 15 år utgör 17,0 %, vuxna 15-64 år 72 %, och äldre över 65 år 9,0 %.
Runt Nanjia är det tätbefolkat, med 530 invånare per kvadratkilometer. Närmaste större samhälle är Fencheng, 8,4 km väster om Nanjia. Trakten runt Nanjia består till största delen av jordbruksmark.
Genomsnittlig årsnederbörd är 635 millimeter. Den regnigaste månaden är juli, med i genomsnitt 164 mm nederbörd, och den torraste är december, med 3 mm nederbörd.